# Karolina Burger

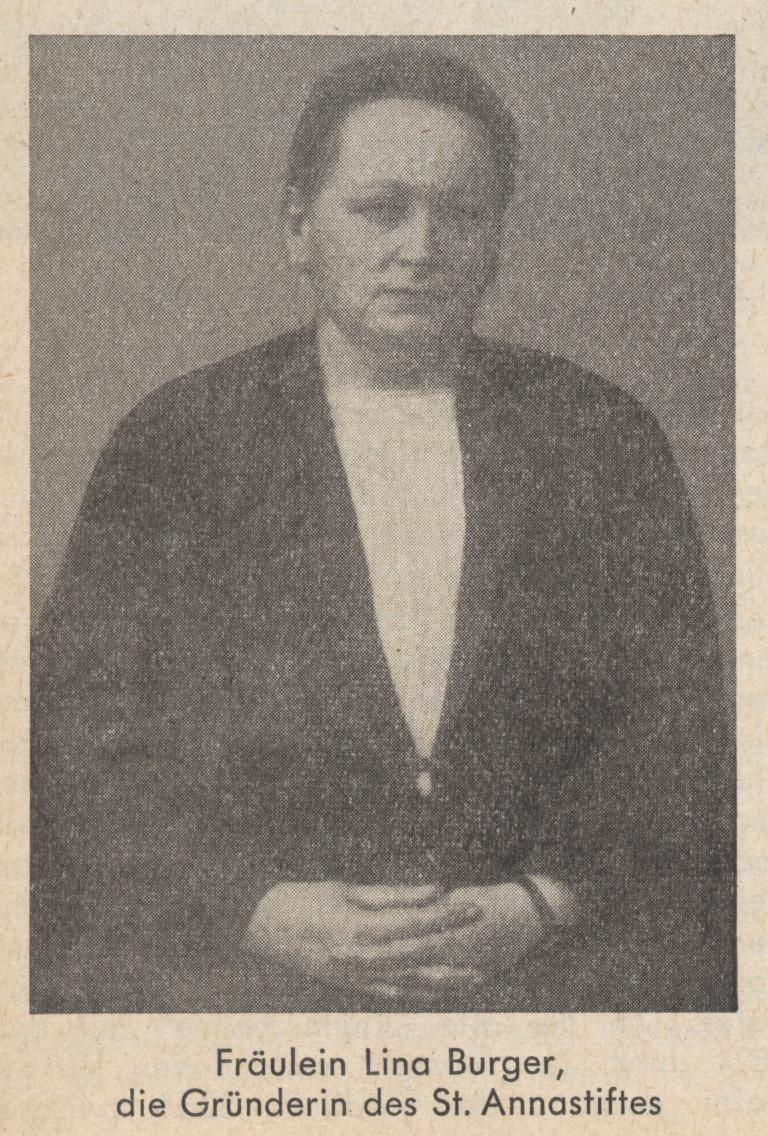
Karolina Burger

Karolina Burger (* 1. September 1879; † 9. Dezember 1949 in Altötting) war eine katholische Lehrerin und Aktivistin im Bistum Speyer, Gründerin des St. Annastifts in Ludwigshafen am Rhein, engagierte sich unermüdlich in der Frauenseelsorge. 

## Leben und Werk
Karolina Burger ist am 1. September 1879 als Tochter eines bayerischen Postbeamten geboren. Im Alter von 18 Jahren zog sie 1897 mit ihren Eltern nach Speyer, da der Vater als Postdirektor dorthin versetzt wurde. Hier legte das Mädchen, welches als äußerst begabt geschildert wird, 1898 in der katholischen Lehrerbildungsanstalt der Dominikanerinnen ihre Lehrprüfung ab. Eine erste Anstellung fand sie im gleichen Jahr als Krankheitsvertretung in Hambach, 1905 kam die Lehrerin nach Ludwigshafen, wo sie im Stadtteil Hemshof wohnte und an der Volks- sowie an der katholischen Sonntagsschule unterrichtete. 
Da sie in einem sozial schwierigen Bereich lebte, lernte Karolina Burger rasch die Not der Menschen kennen, vor allem die der Kinder, Mädchen und Frauen. Ab 1912 reagierte die engagierte Pädagogin aktiv auf die sozialen Missstände in der jungen Industriestadt Ludwigshafen und nahm aus christlicher Nächstenliebe in Not geratene, arme, unverheiratete Mädchen und Frauen – besonders während der Schwangerschaft – bei sich auf. Mit drei gestrandeten Mädchen, einem unehelichen Kind und einer Obdachlosen begann sie in ihrer Drei-Zimmer-Wohnung das selbstlose Werk. Ein Jahr später konnte sie ein Mietshaus mit sieben Zimmern beziehen. Da viele Hilfesuchende abgewiesen werden mussten, mietete sie 1918 ein großes Haus in der Königsstraße als Fürsorgeheim an und gründete mit gleichgesinnten Frauen einen Fürsorgeverein, der später im Katholischen Fürsorgeverein für Mädchen, Frauen und Kinder aufging. Sie blieb die Vereinsvorsitzende bis 1933. 
Das „Institut der Armen Schulschwestern“ aus Speyer (heute Institut St. Dominikus) stellte vier Schwestern zur Mithilfe im Fürsorgeheim zur Verfügung. Es fehlte oft am Nötigsten. Aus dieser Not heraus eröffneten die Schwestern eine öffentliche Wäscherei, die zu einer wichtigen Einnahmequelle für das Heim wurde. Es gab so viele Hilfebedürftige, dass zwei Jahre später weitere sechs Schwestern aus Speyer dazu kamen. 1925 wurde ein Seitenbau errichtet, 1927 das Haus Königstraße 51 gekauft und im bisherigen Fürsorgeheim zusätzlich ein kleines Krankenhaus eröffnet. Für den ganzen Komplex wählte Karoline Burger die Heilige Anna als Schutzheilige. 1928 gab es im Krankenhaus bereits drei Betten für Entbindungen, 10 bis 12 Säuglings- und Kinderbetten und 20 Betten für internistische, chirurgische und orthopädische erwachsene Patienten. Es folgte die Gründung der ersten Säuglingspflegerinnenschule der Pfalz, in der 15 bis 20 Mädchen und Ordensschwestern in Jahreskursen ausgebildet wurden. 1929 wurden im St. Annastiftskrankenhaus 150 Kinder betreut. 1931 erfolgte die Angliederung des Hauses an den pfälzischen Krankenhausverband. Beim 23. Luftangriff auf Ludwigshafen, am 27. Mai 1944, wurde das St. Annastift zu 80 Prozent zerstört. Auch Tote waren zu beklagen. 
Nach Einzug der Amerikaner 1945 erfolgte mit erheblichem finanziellem Aufwand die Instandsetzung der Kinderabteilung, des Fürsorgeheims und der Operationsräume. 1949 wurde ein Auffangheim mit 20 Betten eingerichtet. Die Schwestern legten selbst mit Hand an und die Polizei Ludwigshafen stellte Leute für den Ausbau zur Verfügung. 1952 begann man mit der Planung einer neuen, modernen, großen Kinderklinik, die am 27. Oktober 1953 von Bischof Isidor Markus Emanuel eröffnet wurde. Sie existiert bis heute und entfaltet ihre segensreiche Wirksamkeit im Geist der Gründerin.
Die ledige Karolina Burger wird als resolute und strenge Frau beschrieben, welche ein warmes Herz für die von der Gesellschaft benachteiligten Menschen hatte. Sie setzte sich für deren Belange mit Nachdruck ein, arbeitete unermüdlich und aufopferungsvoll bis an die Grenzen ihrer Gesundheit. Sie war ein Mensch, der kurzentschlossen zupacken konnte, eine Frau mit viel Idealismus, die nicht nach Anerkennung und Ruhm strebte. Als für die weibliche Bevölkerung „Politik“ noch ein Fremdwort bedeutete, kandidierte die Lehrerin bereits für den Stadtrat um sich aktiv für die Umsetzung ihrer karitativen Belange einsetzen zu können. Sie erregte bei der Kommunalwahl 1929 in Ludwigshafen Aufmerksamkeit, weil sie mit einer eigenen Frauenliste antrat und sich somit den Zorn der damaligen Vertreter der Zentrumspartei zuzog. 
Wegen eines Herzleidens musste Karolina Burger 1933 ihre schwierige und wichtige Arbeit in Ludwigshafen aufgeben. Sie verblieb noch einige Jahre in der Vorderpfalz und zog dann nach Altötting um, wo sie im städtischen "Bruderhaus" Aufnahme fand und nach langer Krankheit am 9. Dezember 1949 im Alter von 70 Jahren verstarb. 1960 ehrte die Stadt Ludwigshafen den Einsatz dieser Frau mit der Umbenennung der Königsstraße in die Karolina-Burger-Straße. Seit 1997 trägt auch die Realschule im Schulzentrum Ludwigshafen-Mundenheim ihren Namen. 
Karolina Burger trägt den Vornamen der ersten bayerischen Königin, die durch ihre selbstlose Mildtätigkeit in die Geschichte einging. Von der Königin hatte die notleidende Bevölkerung seinerzeit ein Wort geprägt, das sich auch auf Karolina Burger übertragen ließe: „Steht dir die Not bis oben hin, dann gehe zu der Karolin´!“